# The Kiss (film 1914)
The Kiss è un cortometraggio muto del 1914 diretto da Ulysses Davis.
La pellicola è stata ritrovata dopo essere stata creduta perduta. È l'unico film conosciuto ancora esistente dove appare William Desmond Taylor nelle vesti di attore. Nel 1964, la sua partner nel film, Margaret Gibson confessò in punto di morte di essere stata l'autrice dell'omicidio del regista, ucciso il 1º febbraio 1922, delitto che non è mai stato risolto, perché anche la confessione della Gibson non venne ritenuta attendibile.

## Trama
Alice fa la commessa: fidanzata a Fred, un bravo ragazzo che lavora come fioraio, è felice e contenta della sua vita modesta. Un giorno, però, nel negozio entra per caso George Dale, un signore dell'alta società. L'uomo si mette a flirtare con Mazie, una delle clienti. Alice, un po' invidiosa, giunge alla conclusione che il fascino di Maizie consista solo nei suoi abiti eleganti. Così, la ragazza prende i propri sudati risparmi per comperarsi anche lei dei vestiti nuovi, suscitando la disapprovazione di Fred. Quando Dale ritorna nel negozio, l'uomo viene colpito da Alice che invita a cena, mentre ignora completamente Maizie. Dale, in compagnia di Alice, incontra Helen, la sua fidanzata e le presenta la sua compagna facendola passare per sua cugina. Helen, la fidanzata, accoglie la "cugina" con un bel bacio sulla guancia, cosa che fa sentire in colpa la ragazza. Così, quando poi al ristorante anche George cerca di baciarla sulla guancia, Alice si sottrae e ritorna a casa dove butta via tutti i suoi fronzoli, tornando al suo solito abbigliamento modesto. George, pentito del suo comportamento, confessa tutto a Helen che lo perdona. Intanto Fred è felice che la sua ragazza sia tornata come prima ed Alice scopre che la felicità si trova nelle cose semplici di tutti i giorni e nell'amore degli altri.

## Produzione
Il film fu prodotto dalla Vitagraph Company of America.

## Distribuzione
Distribuito dalla General Film Company, il film - un cortometraggio in una bobina - uscì nelle sale cinematografiche USA il 15 aprile 1914. In Venezuela, il titolo venne tradotto letteralmente in El beso.
La pellicola, che si credeva persa, è stata ritrovata ed è visibile su YouTube